# Desa Tegalwaru (administrativ by i Indonesien, Jawa Barat, lat -6,64, long 107,34)
Desa Tegalwaru är en administrativ by i Indonesien.   Den ligger i provinsen Jawa Barat, i den västra delen av landet, 70 km sydost om huvudstaden Jakarta.